# Wall Township (comté de Ford, Illinois)
Pour les articles homonymes, voir Wall Township.
Wall Township est un township du comté de Ford dans l'Illinois, aux États-Unis,.

## Source de la traduction
- (en) Cet article est partiellement ou en totalité issu de l’article de Wikipédia en anglais intitulé « Wall Township, Ford County, Illinois » (voir la liste des auteurs).